# 韓雅凜
韓雅凜（ Han A Reum），本名李雅凜（ I A Reum，1994年4月19日—），韓國女歌手，2012年以第八名成員身分加入韓國女子團體T-ara，在隊內擔任領饒舌、領唱及忙內，2013年退出團體以個人身份繼續進行演藝工作。2017年參加KBS2選秀節目《The Unit》，在最後一集的總排名為第44名。

## 簡歷

### 1994-2012年：早期生活
韓雅凜生於1994年4月19日。在翰林藝術高中應用音樂系畢業。

### 2012-2014年：於T-ara出道
2012年，韓雅凜加入T-ara，成為第8名成員，並於當年7月7日正式在《Show! Music Core》出道，出道單曲為〈Day By Day〉和〈Don't Leave〉。
2013年7月10日，韓雅凜在T-ara官方Cafe及經紀公司Core Contents Media的官方Youtube頻道發佈的影像視頻中提及會離開T-ara並以個人身份進行演藝工作，指將發揮更佳表現。
2014年8月7日，與核心內容媒體合約到期，並無續約。
2017年9月3日 與新經紀公司 DWM Entertainment 簽訂專屬合約，成為旗下藝人。

### 2017-2018年：選秀節目THE UNIT
2017年參加KBS選秀節目《The Unit》，在最後一集中總排名為第44名。

### 個人生活
2019年8月13日，在Instagram上宣布婚訊，男方為年長2年的企業家，婚期定在2020年2月9日。
2019年10月6日，雅凜在籌備婚禮期間懷孕，所以宣布把婚禮提前到10月20日舉辦。
2020年，經剖腹產生下長子。2022年，透過Instagram分享，順利產下次子。
2025年1月，李雅凛因涉虐待儿童、诽谤被判有期徒刑8个月、缓刑2年，被责令接受40小时虐待儿童预防课程。
2025年4月15日，水原地方法院安山分院判定其犯诈骗罪，判处有期徒刑6个月，缓期2年执行。

## 音樂作品
| 年份 | 專輯             | 歌曲           | 備註                             |
| 2012 | 《Mirage》       | 〈日與夜〉     | 與Shannon和Gavy NJ成員Gun-ji合唱 |
| 2013 | 《Bunny Style!》 | 〈Sign〉       | 與昭妍合唱                       |
| 2013 | 《Bunny Style!》 | 〈Happy Rain〉 | 獨唱                             |

## 影視作品

### 綜藝節目
| 日期         | 電視台 | 節目名稱     | 備註         |
| 2013年5月5日 | MBC    | 《尋笑人》   | 與孝敏、芝妍 |
| 2017年       | KBS    | 《The Unit》 | 單獨出演     |

## 相關事件
- 和榮退團事件
- 雅凜神病爭議
- 雅凜詐騙爭議

## 外部連結
- 韓雅凜的Instagram帳戶